# 村中龍人
村中 龍人（むらなか たつと、1996年1月5日 - ）は、日本の俳優である。
京都府出身。志事務所所属。

## 出演

### 映画
- いけちゃんとぼく（2009年、角川映画） - ヤス 役

### テレビドラマ
- 妖怪百物語 第2話（2002年8月20日、フジテレビ） - 巳之吉 役
- 子連れ狼
- 京都地検の女 第9シリーズ 第4話（2013年8月15日、テレビ朝日） - 高橋和成 役
- 科捜研の女 正月スペシャル（2016年1月3日、テレビ朝日） - 井上玲央 役

### 舞台
- 藤山直美スーパー喜劇 狸御殿（2005年） - 月之介 役
- 森光子公演 おもろい女（2006年） - 中国人少年・珍 役
- 橋幸夫公演（2006年） - 龍太郎 役
- オズ・マジック!〜オズの魔法使いより〜 - トム 役

### CM
- 開成教育セミナー（2007年）
- おけいはん